# 欧州連合の歴史

欧州連合の歴史（おうしゅうれんごうのれきし）では、欧州連合（EU）の沿革について概説する。EUは複数の欧州連合基本条約を根拠として形成され、拡大を繰り返してきた。イギリスの欧州連合離脱はあったものの、東欧への拡大が続き、当初6であった欧州連合加盟国の数は27にまで増えた。
1951年には欧州石炭鉄鋼共同体の設立を決めたパリ条約が、1957年には欧州経済共同体と欧州原子力共同体を創設するためのローマ条約が署名された。欧州経済共同体と欧州原子力共同体は1993年に発足した欧州連合の一部となっている。

## 1945年以前

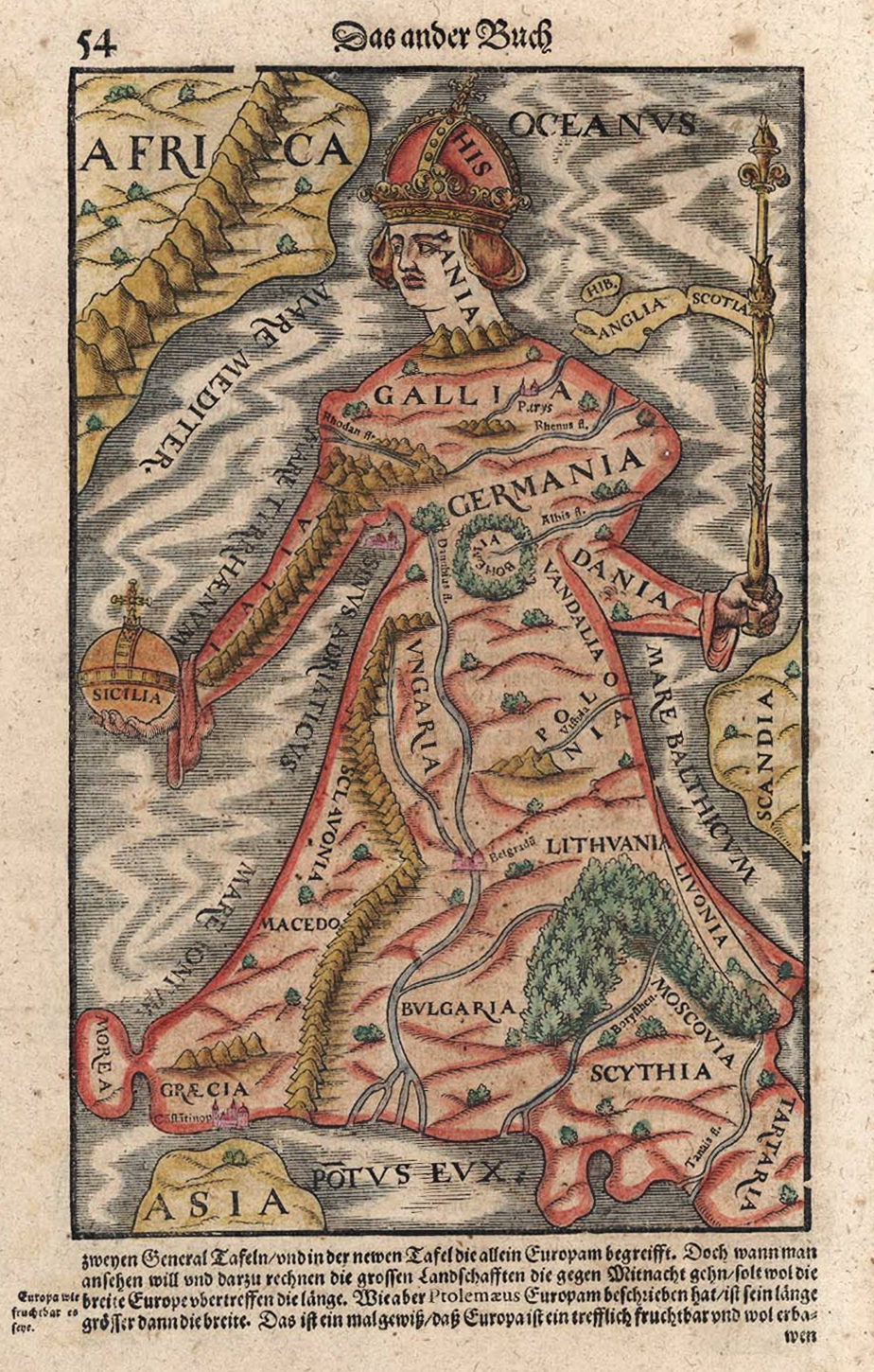
Europa regina（ゼバスティアン・ミュンスター『宇宙誌』）

欧州統合の前史としては、第一次世界大戦の惨禍を経て戦間期に汎ヨーロッパ主義運動が勃興した。
第二次世界大戦下の1940年代初頭には、ナチス・ドイツを中心とする枢軸国が、少数の中立国を除きヨーロッパ大陸の大半を制圧したが（ドイツによるヨーロッパ占領）、諸民族の対等な協力とは対極の、人種主義による過酷な支配であった。連合国軍の反撃により1945年5月にドイツは降伏した。

## 1945年-1957年

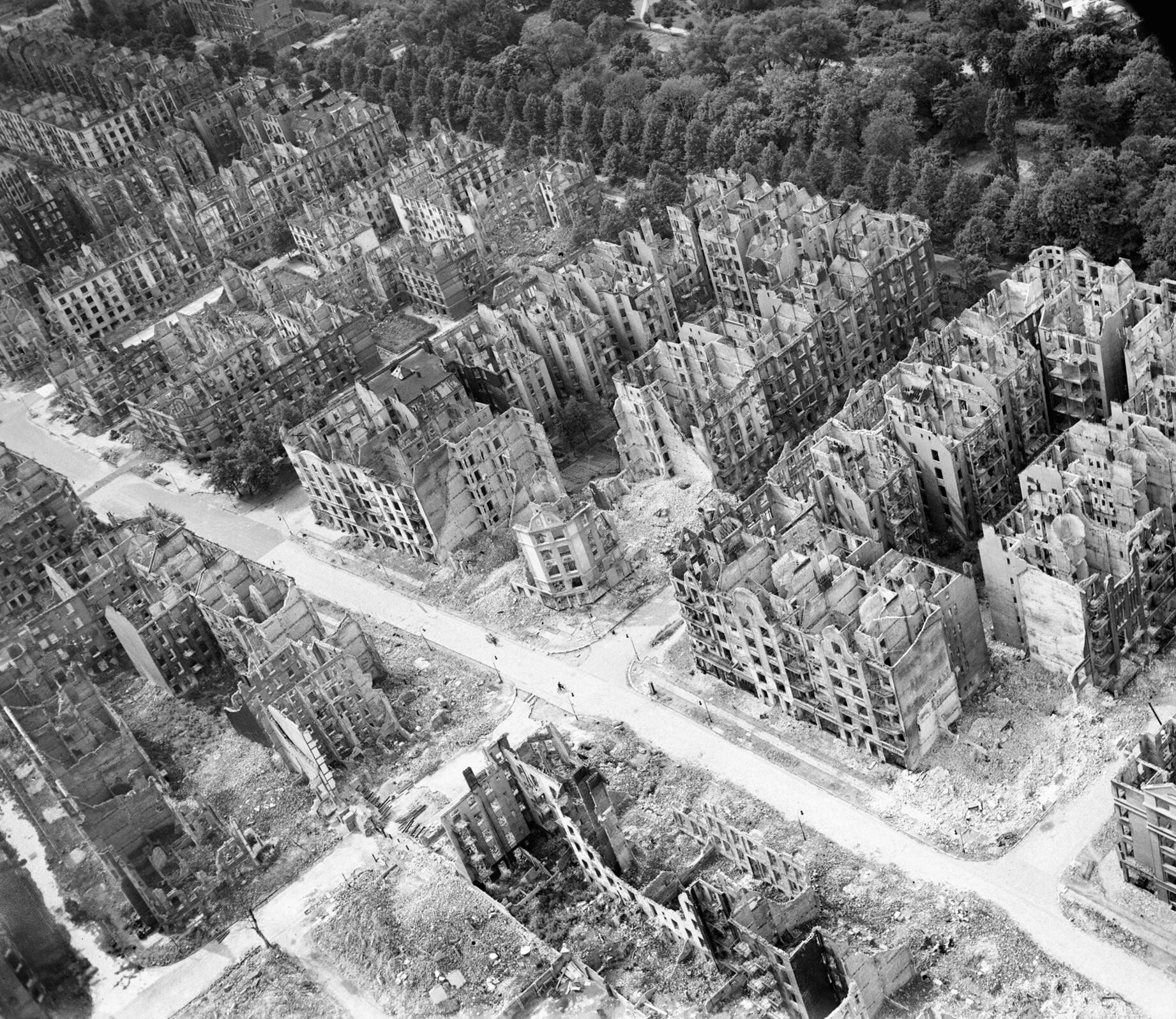
ハンブルク空襲の惨禍（1943年）
2つの世界大戦後で荒廃し、平和を確固たらんとする国際的結束を求める政治的機運が広まった。

第二次世界大戦終戦後、ドイツが再び脅威とならないようその重工業が一部解体され、また石炭産地であるザールラントとシュレージエンが分離されたり、ルール地方が国際管理下に置かれたりした。
英国の戦時指導者であったウィンストン・チャーチルは1946年、「鉄のカーテン」演説でソビエト連邦陣営との冷戦への備えを呼び掛けた。一方でヨーロッパ合衆国構想を唱えたことは反響を呼び、1949年には初の汎ヨーロッパ機関である欧州評議会が設立された。その翌年の1950年5月9日、フランス外相ロベール・シューマンは、ヨーロッパの石炭と鉄鋼という、戦争で用いられる兵器の製造に欠かせない2つの素材に関する産業を統合することを目的とした共同体の設立を趣旨とする、いわゆるシューマン宣言を発した。
シューマンの声明に基づいて、1951年にフランス、イタリア、ベルギー、オランダ、ルクセンブルクと西ドイツは欧州石炭鉄鋼共同体を設立するパリ条約に署名した。条約署名の翌年に発足した欧州石炭鉄鋼共同体はルール国際機関の機能を引き継ぎ、またドイツに対する工業生産の制限を緩和した。また欧州石炭鉄鋼共同体の発足で設置された最高機関と共同総会は、それぞれのちに欧州委員会、欧州議会となっていく。最高機関の委員長にはジャン・モネが、共同総会の議長にはポール＝アンリ・スパークがそれぞれ就いた。
1955年の住民投票で、ザール保護領を「ヨーロッパ領」とする案は否決された。この案では、ザールを西欧同盟の閣僚理事会に対して責任を負う長官の監督下に置くこととしていた。
欧州防衛共同体と欧州政治共同体の設立構想が失敗したことを受け、各国の指導者はメッシーナ会議でスパーク委員会の設置を決めた。委員会がまとめたスパーク報告書は1956年5月29-30日のヴェネツィア会議で承認され、会議では政府間協議を開くことを決めた。単一市場と原子力での協力に関する政府間協議は経済統合に焦点をあわせ、1957年には参加国間で欧州経済共同体と欧州原子力共同体の設立をうたったローマ条約が署名された。

## 1958年-1972年 3つの共同体
欧州石炭鉄鋼共同体に加えて新たに2つの共同体が発足したが、これら3共同体は裁判所と共同総会を共有していた。また新しい2共同体の政策執行機関は、欧州石炭鉄鋼共同体の「最高機関」とは異なり、「委員会」とされた。欧州経済共同体はヴァルター・ハルシュタインが、欧州原子力共同体はルイ・アルマン、エティエンヌ・イルシュがそれぞれ委員長を務めた。欧州原子力共同体はヨーロッパの原子力エネルギー部門の統合を、欧州経済共同体は加盟国間での関税同盟の開拓を担った。
1960年代はフランスが共同体の超国家的な権能を抑えようとする動きを見せたり、イギリスの共同体への加盟を拒んだりした。ところが1965年に3つの共同体の間で運営機関を統合することで合意に至ったことで統合条約がベルギーの首都ブリュッセルで署名され、1967年7月1日に欧州諸共同体と呼ばれる体制が発足した。3共同体の政策執行機関となった欧州委員会の初代委員長にはジャン・レイが就任した。

## 1973年-1993年 拡大とドロールの登場

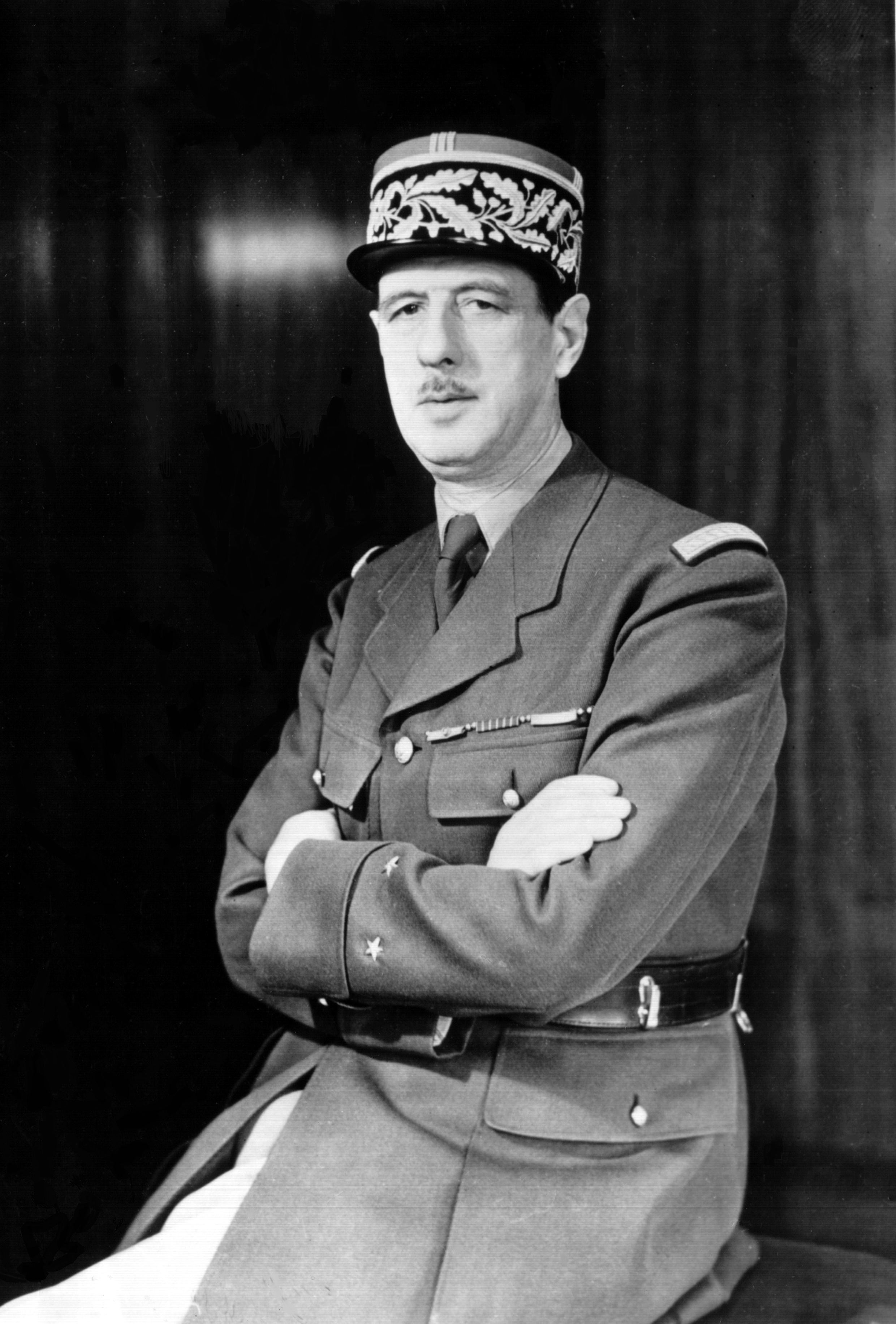
ド・ゴールが拒み続けたことで第1次拡大には時間がかかった。

幾度にもわたる協議が重ねられ、またフランス大統領が交替したことのちの1973年1月1日、デンマーク、アイルランド、そしてイギリスはようやく欧州諸共同体への加盟を果たした。この出来事はのちに欧州連合の主要な政策課題となる欧州連合の拡大の第一歩となった。
EMS欧州通貨制度が1979年に制定され、域内固定相場制で域外に対して変動相場制を取った。また、域内相場をECU平価2.25％以内の変動枠にした。
1979年、直接普通選挙による初めての欧州議会議員選挙が実施された。この選挙で410人の欧州議会議員が選出され、また互選によってシモーヌ・ヴェイユが初の女性欧州議会議長に就任した。
1981年1月1日には第2次拡大として、申請から6年を経たギリシャが加盟する。1985年にはデンマークから自治権を得たグリーンランドが住民投票で共同体からの離脱を決定するが、1986年1月1日の第3次拡大で、1977年に申請していたスペインとポルトガルが加盟した。1984年にはイタリアの欧州議会議員アルティエロ・スピネッリの作成した欧州連合設立条約草案が欧州議会で可決させたことは大きな後押しとなった。

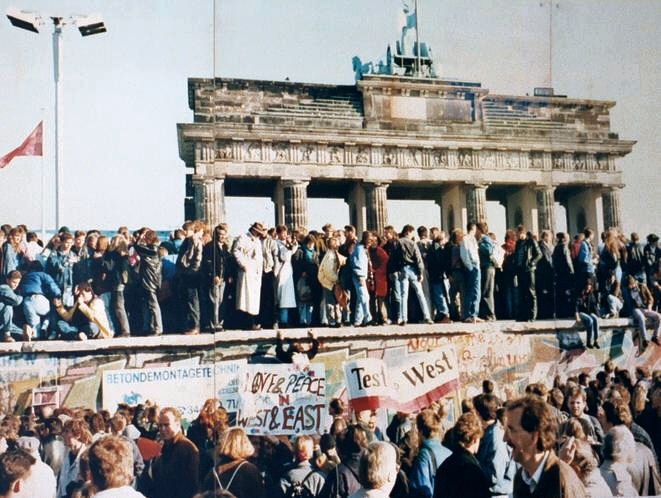
ベルリンの壁崩壊
鉄のカーテンが取り払われたことで東ドイツが共同体に加わった。

ジャック・ドロールが欧州委員会委員長に就任すると、その直後の1986年には欧州旗が各機関で使用されることになった。この年の2月に加盟国首脳らは単一欧州議定書に署名し、統合条約以来でははじめてとなる基本条約の改定を行なった。単一欧州議定書では外交政策に関する共同体の権限の拡張といった機構改革をも扱っていたが、なによりも単一市場の完成を企図したものであった。単一欧州議定書は1987年7月1日に発効した。
1987年にトルコが正式に共同体への加盟を申請したことで協議が開始されたが、加盟協議としてはいずれの国に対するものと比べても長いものとなっている。1989年、東欧革命を受けてベルリンの壁が崩壊する。ドイツは再統一を果たし、旧東側諸国への共同体拡大のドアが開かれた。
拡大が続くなかで1992年2月7日に欧州連合条約が署名され、翌年に発効されたことで欧州連合が発足した。

## 1993年-2004年 欧州連合
1993年11月1日、第3次ドロール委員会のもとで欧州連合条約が発効し、欧州共同体に加えて外交、内務の3つの柱体制を持つ欧州連合が発足した。1994年の欧州議会議員選挙では欧州社会党グループが最大会派の地位を維持した。1994年にはジャック・サンテールが欧州理事会から欧州委員会委員長の指名を受けたが、このときサンテールの人選はイギリスがジャン＝リュック・デハーネを次期委員長とすることを拒否したことを受けてのものであったため、このことがサンテールの立場を弱める結果となった。欧州議会ではサンテールの委員長任命を辛うじて承認したが、委員会全体に対する人事案については416対103という大差で承認を受けた。サンテールは欧州連合条約で委員長が新たに得た欧州委員会委員の人選に関する権限を発揮し、1995年1月23日に新委員会を発足させた。
1994年4月30日、オーストリア、スウェーデン、フィンランドとの加盟協議が終了した。他方で同年の1月1日には欧州自由貿易連合に参加するノルウェー、アイスランド、リヒテンシュタインとの間での協定の発効によって欧州経済領域を発足させ、この3か国の単一欧州市場への参入を認めた。翌年にはシェンゲン協定が7か国の間で発効し、1996年末までにほぼ全ての加盟国にまで拡大していった。1990年代はユーロの登場に向けた動きがなされてきた。1994年1月1日、経済通貨同盟の第2段階として欧州通貨機構が設立され、1999年に単一通貨としてユーロが導入された。これに先立って欧州中央銀行が設立されている。2002年1月1日、ユーロ紙幣とユーロ硬貨の一般流通が開始され、これによって完全に旧通貨からの移行がなされた。
1990年代はユーゴスラビア紛争がきっかけとなって共通外交・安全保障政策の発展が強く進められていった。欧州連合は紛争勃発当初の対応に失敗し、またオランダが派遣した平和維持活動団も、第二次世界大戦後のヨーロッパで最大の虐殺となったボスニア・ヘルツェゴビナでのスレブレニツァの虐殺を回避することができなかった。ついには北大西洋条約機構（NATO）が介入しなければならなくなり、これによって交戦国を協議のテーブルに着かせることとなった。このような外交上の経験から欧州連合ではアムステルダム条約で外交政策の強化が図られ、共通外交・安全保障政策を担当する上級代表職が創設された。
ところが欧州連合が重ねてきた成果は1999年3月の予算案をめぐる対立で傷つけられてしまう。欧州議会は財政運営の不適切さや不正、縁故主義を批判して、欧州委員会が提出した予算案を否決した。この事態から欧州議会が欧州委員会に対して不信任を決議する寸前ところにまで至り、サンテール委員会は総辞職を余儀なくされた。その後、理事会と欧州議会が欧州委員会の人事をめぐってせめぎあう場面が頻繁に見られるようになり、ドロール後の欧州懐疑主義の機運が定着するようになった。
サンテール委員会総辞職直後の欧州議会議員選挙では欧州社会党グループが数十年にわたって占めてきた最大会派の座を欧州人民党系の会派に譲り、新たに発足したプローディ委員会は欧州不正対策局を新設した。またアムステルダム条約で新しい権限が与えられたことで、ロマーノ・プローディは一部から「ヨーロッパの初代首相」と称された。この年の6月4日には、ハビエル・ソラナが理事会の事務総長、そして機能が強化された共通外交・安全保障政策上級代表に指名され、コソボ紛争への介入を決めた。上級代表に就いたことでソラナは「ヨーロッパの初代外相」と称された。2001年2月26日にニース条約が署名され、2003年2月1日に発効した。ニース条約は2004年に10か国が新規加盟するための準備でもあった。

## 2004年- 現況

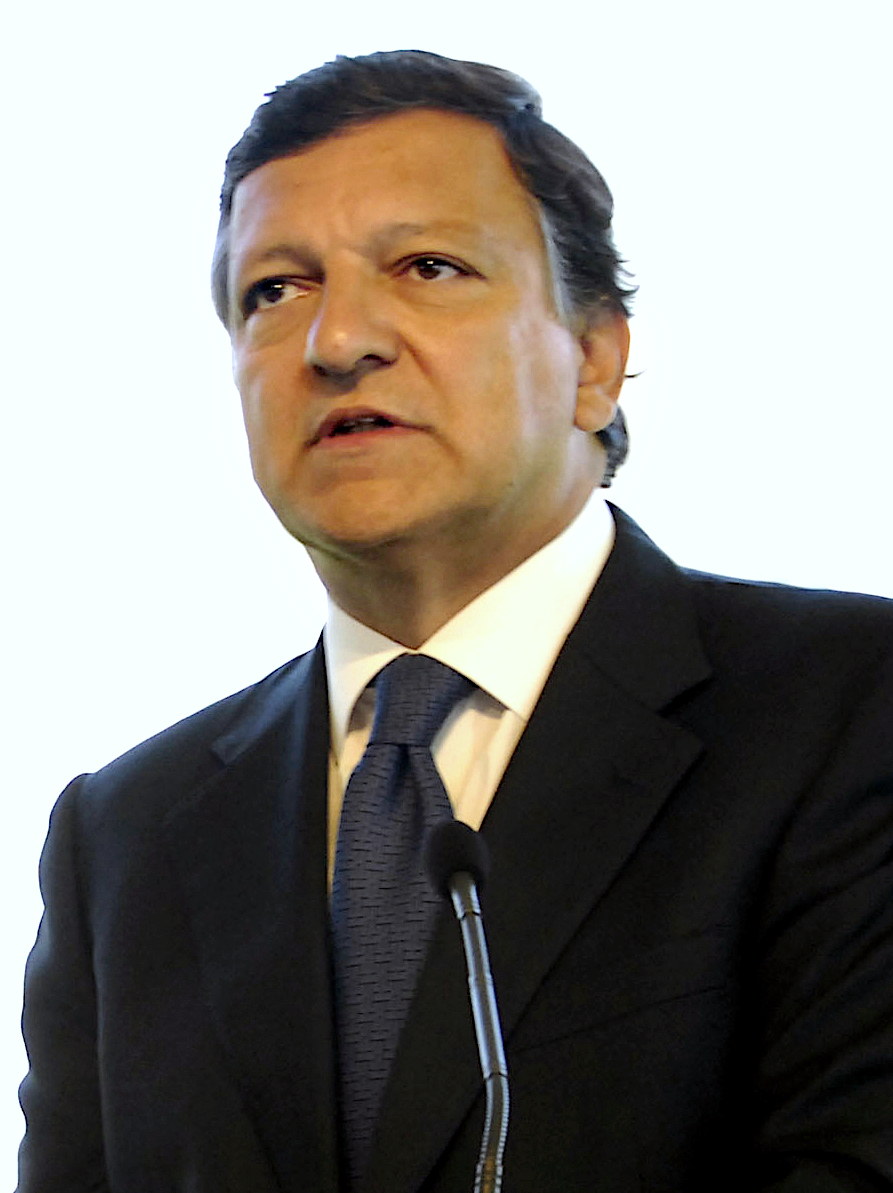
委員長バローゾ

2004年6月10日から13日にかけて、加盟25か国で、国をまたがるものとしては史上最大規模の選挙が実施された。これは民主的な選挙としては世界で2番目に大規模なものであった。この選挙では欧州人民党・欧州民主主義グループが2度目の勝利を収めた。しかしながらその投票率はふたたび 50% を下回り、45.5% と低迷した。この年の7月22日、ジョゼ・マヌエル・バローゾが次期欧州委員会委員長として欧州議会から承認を得たが、次期委員会の人事案をめぐってバローゾは困難に直面する。欧州議会は当初の新委員会案で委員候補とされた数名の人物に対して反対を表明したため、バローゾは人事案の取り下げ、再検討を余儀なくされたのである。このためプローディ委員会は新委員会が欧州議会で承認される11月22日まで、本来の任期を延長することとなった。
2004年10月28日、欧州憲法条約が加盟国の全権代表によって署名された。ところがこの欧州憲法条約はほとんどの国で批准されたもののフランスとオランダでの国民投票で否決され、発効に至ることがなかった。欧州理事会は欧州憲法条約を断念するが、条約に盛り込まれた改革策は修正条約の形で残ることとなった。2007年12月13日、欧州統合に懐疑的な国に対する適用除外条項を設け、また欧州連合を国家とするような規定を除去した新条約が署名された。このリスボン条約は2009年12月1日に発効した。リスボン条約によって欧州理事会議長が常任化され、外務・安全保障政策上級代表はその機能が大幅に拡張された。欧州理事会の初代常任議長と初代外務・安全保障政策上級代表の人選をめぐる議論が重ねられ、その結果前者にはヘルマン・ファン・ロンパウが、後者にはキャサリン・アシュトンが指名された。

欧州連合の拡大の変遷

2009年の欧州議会議員選挙ではイギリス保守党が欧州人民党系会派を離脱し、反連邦主義の右派政党とともに欧州懐疑派のグループを結成したものの、欧州人民党グループがまたもや勝利した。欧州議会の議長はこれまでと同様に欧州人民党グループと欧州社会党系の社会民主進歩同盟との間で分け合うことが決まり、ポーランド出身のイェジ・ブゼクが東ヨーロッパから初めて議長に選ばれた。この選挙結果を受けて欧州理事会は次期欧州委員会委員長に、選挙戦で欧州人民党が次期委員長候補として支持していたバローゾを再任することを決めた。ところが社会民主進歩同盟や欧州緑グループ・欧州自由連盟はバローゾ再任に反対したものの、対立候補の擁立でまとまることができなかった。欧州議会は本来の任期を3か月以上遅らせて、ようやく第2次バローゾ委員会を承認した。
2007年1月1日、ルーマニアとブルガリアの加盟で第5次拡大が完了した。またこの年にはスロベニアが、2008年にはマルタとキプロスが、2009年にはスロバキアがそれぞれ通貨をユーロに移行させた。ところが2008年にはユーロ圏が初めて景気後退に直面することになる。加盟国や欧州中央銀行は経済成長を回復させようと行動し、またユーロはとくにアイスランドのような非ユーロ圏国から避難先と認識されるようになった。
しかしそのユーロも、ギリシャなど一部の国のデフォルトリスクが高まったことで、ユーロ圏各国の首脳らは資金を集められない国に対する支援策をまとめることで合意した。この出来事は、ユーロ圏の国に対する財政運営支援を排除している基本条約の方針の大転換である。ギリシャは財政再建中であり、ほかの国もリスクが高まっているが、支援策はユーロ圏経済全体に影響を与えるものである。支援策のメカニズムは、活用されることがないように望まれるなかで合意に達した。この危機は経済統合をさらに進めようという機運を高め、また欧州通貨基金や欧州連合の財務当局創設といった案が出されていった。

## 欧州政治共同体（EPC）
2022年ロシアのウクライナ侵攻に対して、EUはNATOとともに果敢に対応した。同年6月には、ウクライナとその西隣モルドバを加盟候補国として承認した。
同年10月6日には、EU非加盟国を含む緩やかな連合体「欧州政治共同体（EPC）」の初会合をチェコの首都プラハで開催し、以下の非加盟国が参加した。
- 西欧・北欧：イギリス、ノルウェー、アイスランド、スイス
- 旧ユーゴスラビア・東欧：ボスニア・ヘルツェゴヴィナ、セルビア、モンテネグロ、コソボ、北マケドニア、アルバニア
- 近東：トルコ、キプロス
- 旧ソ連圏：ウクライナ、モルドバ、ジョージア、アルメニア、アゼルバイジャン

## 欧州統合史の概要
| 署名 発効 条約    | 1948年 ブリュッセル | 1951年 1952年 パリ        | 1954年 1955年 パリ協定    | 1957年 1958年 ローマ      | 1965年 1967年 統合        | 1986年 1987年 単一議定書   | 1992年 1993年 マーストリヒト | 1992年 1993年 マーストリヒト | 1997年 1999年 アムステルダム | 2001年 2003年 ニース | 2001年 2003年 ニース | 2007年 2009年 リスボン |  |  |  |  |  |  |  |  |
|                   |                     |                           |                           |                           |                           |                            |                              |                              |                              |                      |                      |                        |  |  |  |  |  |  |  |  |
| 欧州諸共同体 (EC) | 欧州諸共同体 (EC)   | 欧州連合 (EU) 3つの柱構造 | 欧州連合 (EU) 3つの柱構造 | 欧州連合 (EU) 3つの柱構造 | 欧州連合 (EU) 3つの柱構造 | 欧州連合 (EU) 3つの柱構造  |                              |                              |                              |                      |                      |                        |  |  |  |  |  |  |  |  |
|                   | 欧州原子力共同体    | 欧州原子力共同体          | → I                       |                           |                           |                            | ← I                          |                              |                              |                      |                      |                        |  |  |  |  |  |  |  |  |
|                   |                     |                           | → I                       | 欧州石炭鉄鋼共同体 (ECSC) | 欧州石炭鉄鋼共同体 (ECSC) | 2002年に失効・共同体消滅   | 2002年に失効・共同体消滅     |                              | 欧州連合 (EU)                |                      |                      |                        |  |  |  |  |  |  |  |  |
|                   |                     |                           | → I                       | 欧州経済共同体 (EEC)      | 欧州経済共同体 (EEC)      |                            | ← I                          | 欧州共同体 (EC)              | 欧州共同体 (EC)              |                      |                      |                        |  |  |  |  |  |  |  |  |
|                   |                     |                           | → III                     | 司法・内務 協力           |                           |                            | ← I                          | 欧州共同体 (EC)              | 欧州共同体 (EC)              |                      |                      |                        |  |  |  |  |  |  |  |  |
|                   | 警察・刑事司法協力  | 警察・刑事司法協力        | → III                     | 司法・内務 協力           | ←                         |                            |                              |                              |                              |                      |                      |                        |  |  |  |  |  |  |  |  |
| 欧州政治協力      | →                   | 共通外交・安全保障政策    | 共通外交・安全保障政策    | 共通外交・安全保障政策    | ← II                      |                            |                              |                              |                              |                      |                      |                        |  |  |  |  |  |  |  |  |
| （組織未設立）    | （組織未設立）      | 西欧同盟                  | 西欧同盟                  | 西欧同盟                  | 西欧同盟                  |                            |                              |                              |                              |                      |                      |                        |  |  |  |  |  |  |  |  |
| （組織未設立）    | （組織未設立）      | 西欧同盟                  | 西欧同盟                  | 西欧同盟                  | 西欧同盟                  | （2010年に条約の効力停止） |                              |                              |                              |                      |                      |                        |  |  |  |  |  |  |  |  |
|                   |                     |                           |                           |                           |                           |                            |                              |                              |                              |                      |                      |                        |  |  |  |  |  |  |  |  |